# Maikel Moreno
Maikel José Moreno Pérez (El Tigre, Anzoategui, 31 de diciembre de 1965) es un abogado y juez, doctor en derecho constitucional venezolano, que se desempeña como magistrado principal del Tribunal Supremo de Justicia de Venezuela. Entre los años 2017 y 2021 fue presidente del organismo judicial.
Moreno es actualmente un fugitivo como parte de una investigación del HSI del Servicio de Inmigración y Control de Aduanas de los Estados Unidos (ICE). Él es el principal sospechoso y fue acusado en los Estados Unidos por delitos contra los EE. UU., lavado de dinero y participación en transacciones financieras sospechosas en propiedades. ICE ha anunciado públicamente una recompensa de $5 millones por su arresto. Anteriormente, Moreno estuvo encarcelado por asesinato.

## Biografía
Maikel nació en la ciudad de El Tigre, del Estado Anzoátegui (Venezuela). Egresa de la Universidad Santa María en 1995 como abogado. En septiembre de 2015, se casó con la modelo caraqueña Debora Menicucci en una recepción privada en una casa de Campo de La Romana en República Dominicana. En 2016 se compró una mansión en Italia en la región de Toscana

### Antecedentes penales y carrera
Moreno fue funcionario de la Dirección de los Servicios de Inteligencia y Prevención (DISIP). En 1987 es acusado por un homicidio en Ciudad Bolívar, saliendo en libertad dos años después. En abril de 1989 vuelve a servir como oficial de segunda en la DISIP cumpliendo funciones como escolta del presidente Carlos Andrés Pérez durante su segundo mandato. Ese mismo año, según el expediente 552755, Moreno participó en el asesinato de Rubén Gil Márquez un estudiante de 19 años, esta vez en Caracas. En 1990 obtiene un segundo beneficio procesal, obteniendo un cargo como secretario de un juzgado en la ciudad de Caracas, sin volver a la DISIP. Después del asesinato del adolescente en 1989. 
Tras graduarse como abogado, fue consultor y asesor legal de Aeropostal Alas de Venezuela entre 1997 y 2000, del Consejo Nacional Electoral (CNE) en 2000 y de la policía del municipio Sucre en 2001. También se desempeñó como asesor ad honorem de la subcomisión permanente de drogas de la Asamblea Nacional entre 2001 y 2002 y juez suplente especial de primera instancia del circuito judicial penal del estado Delta Amacuro. Maikel Moreno se desempeñó como profesor en el Instituto Universitario de Tecnología Industrial Rodolfo Loero Arismendi desde 2001 hasta 2004 y en la Universidad Santa María desde 2005.[cita requerida]
Mientras ejerció en el juzgado de primera y como juez en la corte de apelaciones del circuito judicial penal del área metropolitana de Caracas entre 2002 y 2005, dictó la privativa de libertad contra Iván Simonovis y autorizó su detención por un tiroteo en Caracas el 11 de abril de 2002; fue acusado por la defensa de Simonovis ante el Tribunal Supremo de Justicia de forjar actas y documentos procesales. Asumió como abogado, la defensa del concejal Richard Peñalver, uno de los cuatro acusados de haber disparado desde el Puente Llaguno el 11 de abril de 2002, y llevó el caso contra la exsenadora Haydeé Castillo y su cónyuge, quienes fueron procesados, siendo acusados de poseer explosivos C4, luego que el hijo de la pareja muriera en un presunto enfrentamiento con la policía en Plaza Venezuela, Caracas, y según la versión policial estaba vinculado a la muerte de Anderson. Luis Velázquez Alvaray exmagistrado dijo que investigó una llamada telefónica en la que otro juez de Caracas, Luis Meléndez, en un caso separado, grabó a Moreno presuntamente presionándolo para que libere a Saúl Cordero, un sospechoso de traficar armas y droga en 2004.
En 2007 fue destituido como juez por la comisión de reestructuración judicial, por lo que el TSJ de ese momento dijo que ejecutó una liberación inapropiada de dos sospechosos de asesinato. “La mayor afrenta que se le puede hacer a un pueblo es poner a un criminal a dirigir la justicia”, dijo Luis Velázquez Alvaray, un exmagistrado. Entre 2007 y 2008 fue consejero de la embajada de Venezuela en Italia y entre 2008 y 2010 ejerció el mismo cargo en Trinidad y Tobago como encargado de negocios. Cursó un doctorado en derecho constitucional en la Universidad Santa María hasta 2014.

### Magistrado del Tribunal Supremo
El 28 de diciembre de 2014 fue juramentado como magistrado de la sala de casación penal del Tribunal Supremo de Justicia por la Asamblea Nacional, ratificando la sentencia contra Leopoldo López durante su ejercicio. También fue primer vicepresidente del Tribunal Supremo y presidente de la sala de casación penal por la sala plena en 2015. Actualmente ejerce la presidencia del Tribunal Supremo.
El 13 de junio de 2017 la Asamblea Nacional juramentó al Comité de Postulaciones, presidido por el diputado Carlos Berrizbeitia, para la elección de trece nuevos magistrados del TSJ. No obstante, el gobierno nacional y Maikel Moreno desconocen dicha juramentación; para el 24 de julio, tres magistrados habían sido detenidos y 30 se encontraban en la clandestinidad. El 13 de octubre de 2017 el grupo de magistrados exiliados se instalaron en la sede de la Organización de los Estados Americanos en Washington D. C. conformando un nuevo TSJ en el exilio y designando a Miguel Ángel Martín como presidente.

## Sanciones

Cartel publicado por la agencia de inmigración y aduanas estadounidense, ICE por sus siglas en inglés, ofreciendo una recompensa de 5 millones por información que pueda llevar a la captura de Maikel Moreno.

El 19 de mayo de 2017, el Departamento del Tesoro de Estados Unidos sancionó a Maikel Moreno junto a los siete miembros de la Sala Constitucional por considerar que habían usurpado las funciones de la Asamblea Nacional y que permitieron al presidente Nicolás Maduro gobernar a través de un decreto de emergencia. Entre las sanciones estuvieron la congelación de todos los bienes que los sancionados podían tener en Estados Unidos, la prohibición para ciudadanos e instituciones estadounidenses de realizar cualquier tipo de transacción con ellos y la prohibición de entrada al país.
El 18 de enero de 2018 fue sancionado también por la Unión Europea junto a otros seis funcionarios del Estado venezolano por ser señalados como autores del deterioro de la democracia en el país. El 28 de marzo el Consejo Federal de Suiza implementó sanciones contra Venezuela, congelando los fondos de siete ministros y altos funcionarios «a causa de las violaciones a los derechos humanos y al deterioro del Estado de derecho y de las instituciones democráticas», prohibiéndoles la entrada al país y siguiendo las medidas impuestas por la Unión Europea. Entre los funcionarios se encuentra Maikel Moreno «por haber facilitado y apoyado las acciones y políticas del Gobierno que han socavado la democracia y la ley y el orden en Venezuela, y es responsable por acciones que han usurpado la autoridad a la Asamblea Nacional».
El 27 de marzo de 2020 Maikel Moreno presidente actual del Tribunal Supremo de Justicia de Venezuela, fue acusado mediante una denuncia penal en el distrito sur de Florida de conspiración para cometer lavado de activos y de lavado de activos. Moreno autorizó el decomiso y la venta de una planta de automóviles General Motors con un valor estimado de $100 millones a cambio de un porcentaje personal de las ganancias.
El 22 de julio de 2020, el secretario de Estado de Estados Unidos, Mike Pompeo, ha ofrecido una recompensa de cinco millones de dólares por información que permita el arresto y/o la condena de Maikel Moreno y a su esposa por estar envueltos en una trama de corrupción y de recibir sobornos.

## Investigaciones
El 26 de enero de 2023, la Fiscalía federal del Sur de Florida acusa a Maikel Moreno, imputado por el gran jurado de Miami, presuntamente recibió más de 10 millones de dólares en sobornos en Venezuela entre 2014 y marzo de 2019 y se le relaciona con sus intentos de colocar fondos obtenidos ilegalmente en Venezuela en sus cuentas bancarias de Miami, con lo cual compró una villa en la región italiana de Toscana por 2,4 millones de euros, una villa de lujo en La Romana en República Dominicana por 1,5 millones de dólares, un edificio en Las Mercedes en Caracas por 1,3 millones de dólares y un apartamento en Miami por 1,3 millones de dólares. Lo citan para hacer sus descargos. Recibió 1 millón de dólares mediante transferencias electrónicas a su cuenta bancaria personal en Miami, En documentos oficiales anteriores se detalla que Moreno habría recibido de regalo una residencia ubicada en Alto Hatillo, municipio El Hatillo.
El 6 de abril de 2023, Italia confiscó una mansión propiedad de Maikel Moreno, está registrada a nombre de la esposa Debora Menicucci, con un valor equivalente a 6 millones de dólares, luego de ser el resultado de una investigación de la Guardia di Finanza sobre un presunto caso de blanqueo de dinero en la compra de la villa.
Desde Miami se reveló más información sobre el caso judicial contra Moreno iniciado en marzo de 2020, sobre presuntos sobornos y malversación de fondos. La suma, al parecer, llegaría a 10 millones de dólares. Los delitos imputados en la acusación son: un cargo de conspiración para cometer lavado de dinero y por su responsabilidad en «el deterioro de la democracia, el Estado de Derecho y los derechos humanos en Venezuela». El 8 de abril el ex Director Ejecutivo de la Magistratura (DEM) Jesse Arias Quintero, que se desempeñó en ese cargo entre marzo de 2017 y septiembre de 2022, brazo financiero de M. Moreno, luego que se supiera la historia de corruptelas en el Poder Judicial. En opinión de la Presidenta del TSJ Dra. Gladys Gutiérrez que ejecutó su remoción del cargo en septiembre de 2022, se supo que la gestión de Quintero, fue un desastre administrativo de magnitudes incalculables, que incluye negocios en colocaciones bancarias, pólizas, compras sin licitaciones. Se dice que viajó a España
Motivaciones:
- Recibió sobornos a cambio de influir en acciones en casos penales, incluida la desestimación de cargos penales. También sobre órdenes de arresto o confinamiento domiciliario para acusados.
- Moreno había autorizado la incautación y la venta de una planta automotriz de General Motors. Esta con un valor estimado de 100 millones de dólares. Esta acción sería a cambio de un porcentaje de esa cantidad para su uso particular.
- Moreno habría recibido sobornos de un «acusado en un esquema de fraude multimillonario contra la compañía petrolera estatal venezolana».
- Se señala que: «En 2014, antes de su nombramiento como presidente de la Corte Suprema, recibió 1 millón de dólares mediante transferencias electrónicas a su cuenta bancaria personal en Miami de un contratista venezolano. Este dinero fue para acordar resolver futuros casos penales venezolanos a favor de este contratista». Moreno habría recibido de regalo una residencia ubicada en Alto Hatillo, municipio El Hatillo, por parte del contratista.

## Vida personal
Moreno se encuentra casado con la modelo, presentadora y exreina venezolana, Debora Menicucci, con quien espera un hijo. En septiembre de 2020, comunicó que dio positivo a la prueba que confirma la enfermedad por coronavirus (COVID-19).